# Nakano Keiichiro
Keiichiro Nakano (sinh ngày 29 tháng 3 năm 1976) là một cầu thủ bóng đá người Nhật Bản.

## Sự nghiệp câu lạc bộ
Keiichiro Nakano đã từng chơi cho Albirex Niigata.